# Фармвил (Северна Каролина)
Фармвил (енгл. Farmville) град је у америчкој савезној држави Северна Каролина.

## Демографија
По попису из 2010. године број становника је 4.654, што је 352 (8,2%) становника више него 2000. године.
| Група             | 2000.         | 2010.         |
| Белци             | 2.022 (47,0%) | 2.175 (46,7%) |
| Афроамериканци    | 2.155 (50,1%) | 2.313 (49,7%) |
| Азијати           | 10 (0,2%)     | 20 (0,4%)     |
| Хиспаноамериканци | 91 (2,1%)     | 116 (2,5%)    |
| Укупно            | 4.302         | 4.654         |